# 罗定军
罗定军（1936年—），男，江苏如皋人，中国数学家，曾任南京大学数学系教授、博士生导师，中国数学会理事。